# Manfred Markefka
Manfred Markefka (* 9. September 1932 in Leverkusen; † 19. Juli 2012) war ein deutscher Soziologe und Hochschullehrer.

## Leben und Wirken
Manfred Markefka absolvierte nach seinem Schulbesuch zunächst eine kaufmännische Lehre. Von 1955 bis 1963 studierte er dann Wirtschaftswissenschaften, Wirtschaftspädagogik und Soziologie an der Universität Köln. 1959 legte er dort die Prüfung zum Diplom-Handelslehrer ab und promovierte 1963 zum Dr. rer. pol. (Titel seiner Dissertation: „Der Begriff der Jugend in der deutschen Nachkriegsliteratur zum Problem der Jugend“). Von 1957 bis 1965 war er im Schuldienst tätig. Ab 1965 war er dann an der Pädagogischen Hochschule Rheinland (Abteilung Köln) tätig, zunächst als wissenschaftlicher Assistent, ab 1969 als Dozent und ab 1972 als ordentlicher Professor für Soziologie. Im Jahre 1980 übernahm er eine Professur an der Universität Bonn.
Markefka arbeitete vor allem auf dem Gebiet der Kindheitsforschung und Jugendsoziologie. Außerdem beschäftigte er sich mit Vorurteilen, Diskriminierung und Fremdenfeindlichkeit. Sein Buch „Vorurteile – Minderheiten – Diskriminierung“ erschien bis 1995 in 7 Auflagen.
Markefka starb 2012 im Alter von 79 Jahren. Seine Grabstätte liegt auf dem Kölner Melaten-Friedhof.

## Veröffentlichungen (Auswahl)
- Jugend. Begriffe und Formen in soziologischer Sicht. Hermann Luchterhand Verlag, Neuwied 1967.
- Übergang in die Berufswelt. Lehrlinge auf dem Wege zum Facharbeiter. Luchterhand, Neuwied 1970.
- (mit Bernhard Nauck): Zwischen Literatur und Wirklichkeit. Zur Kritik der Literaturdidaktik – theoretische Probleme eines Fachunterrichts. Luchterhand, Neuwied 1972.
- Vorurteile – Minderheiten – Diskriminierung. Ein Beitrag zum Verständnis sozialer Gegensätze. Luchterhand, Neuwied 1974, ISBN 3-472-55031-7 (7. völlig veränderte u. erg. Aufl. 1995, ISBN 3-472-01935-2).
- (Hrsg.): Soziologie der Arbeitswelt. Zwei Bände. Luchterhand, Neuwied 1976.
- Volksgruppen und Minderheiten in der Europäischen Gemeinschaft. In: Hans Georg Lehmann (Hrsg.): Die Europäische Integration in der interdisziplinären Lehrerbildung. Europa-Union-Verlag, Bonn 1981, S. 119–135, ISBN 3-7713-0144-0.
- (Hrsg. u. Mitautor, mit Rosemarie Nave-Herz): Handbuch der Familien- und Jugendforschung. Zwei Bände. Luchterhand, Neuwied 1989, ISBN 3-472-55106-2.
- Fremdenfeindlichkeit (Ausländerfeindlichkeit) – ausgewählte sozialwissenschaftliche Aspekte. In: Extremismus und Fremdenfeindlichkeit. Bd. 1. Bundesminister des Innern, Bonn 1992, S. 23–32.
- (Hrsg., mit Bernhard Nauck): Handbuch der Kindheitsforschung. Luchterhand, Neuwied u. a. 1993, ISBN 3-472-00961-6.
- Jugend und fremdenfeindliche Gewalt – eine handlungstheoretische Perspektive. In: Bernhard Nauck (Hrsg.): Familie im Brennpunkt von Wissenschaft und Forschung. Rosemarie Nave-Herz zum 60. Geburtstag gewidmet. Luchterhand, Neuwied 1995, S. 297–306, ISBN 3-472-02153-5.
- Ethnische Schimpfnamen – kollektive Symbole alltäglicher Diskriminierung. In: Muttersprache. Vierteljahresschrift für deutsche Sprache, Bd. 109 (1999), H. 2, S. 97–123 u. H. 3, S. 193–206.